# Descompunerea unui vector
În teoria vectorilor, descompunerea unui vector din {\displaystyle \mathbb {R} ^{n}} reprezintă obținerea unui sistem echivalent de n vectori liniari independenți și situați pe direcții distincte.

## Descompunerea unui vector după două direcții concurente

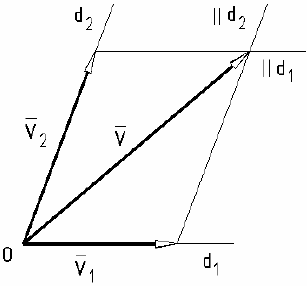

Descompunerea unui vector {\displaystyle {\vec {V}}} după două direcții concurente d1 și d2 înseamnă determinarea sistemului de vectori concurenți {\displaystyle {\vec {V}}_{1}} și {\displaystyle {\vec {V}}_{2}} a căror rezultantă este vectorul {\displaystyle {\vec {V}}} sau determinarea componentelor {\displaystyle {\vec {V}}_{1}} și {\displaystyle {\vec {V}}_{2}} ale acestuia pe cele două direcții d1 și d2.
Folosind regula paralelogramului, prin extremitatea vectorului {\displaystyle {\vec {V}}} se construiesc paralele la direcțiile d1 și d2, punctele de intersecție cu aceste direcții definind extremitățile vectorilor {\displaystyle {\vec {V}}_{1}} și {\displaystyle {\vec {V}}_{2}}.

## Descompunerea unui vector după trei direcții concurente în spațiu

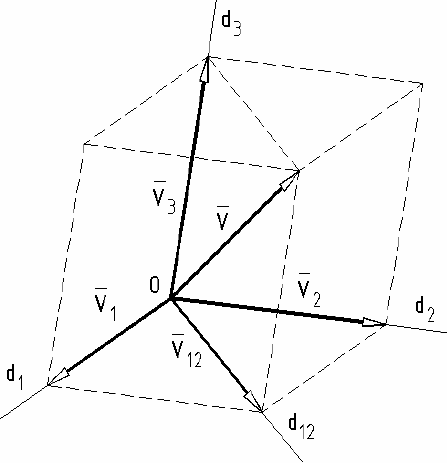

Se aplică regula paralelogramului în două etape.
În prima etapă, se descompune vectorul {\displaystyle {\vec {V}}} după una dintre cele trei direcții, spre exemplu d3 și o direcție d1,2, obținută ca intersecție dintre planul format de celelalte două direcții, d1 și d2 cu planul format de cea de-a treia direcție d3 și vectorul {\displaystyle {\vec {V}}}, rezultând componentele {\displaystyle {\vec {V}}_{3}} și {\displaystyle {\vec {V}}_{1,2}}.
În etapa a doua se descompune componenta {\displaystyle {\vec {V}}_{1,2}} după direcțiile d1 și d2 rezultând componentele {\displaystyle {\vec {V}}_{1}} și {\displaystyle {\vec {V}}_{2}}.
Vectorul {\displaystyle {\vec {V}}} reprezintă diagonala paralelipipedului având ca muchii componentele {\displaystyle {\vec {V}}_{1},V_{2}} și {\displaystyle {\vec {V}}_{3}}.